# Список переименованных населённых пунктов Владимирской области
В данном списке приведены населённые пункты, расположенные согласно современному административно-территориальному делению в Владимирской области России, название которых изменялось.

## Б
- Блудово, д., Коробовщинский сельсовет, решение № 1091 от 23.09.1965 и № 151 от 14.02.1966. Переименована в д. Берёзовая Роща[1].
- Первый Кулаковский, пос., Илькинский сельсовет, решение № 1091 от 23.09.1965. Переименован в пос. Березовка. Упразднён решением № 778 от 23.11.1983.
- Пьянгус, с., Даниловский сельсовет, решение № 1091 от 23.09.1965. Переименовано в с. Берёзово.
- РТС, пос., Беречинский сельсовет, Кольчугинский район, решение № 1091 от 23.09.1965 и № 151 от 14.02.1966. Переименован в пос. Белая Речка.
- Душилово, д., Большевсегодический сельсовет, 1) решение № 1091 от 23.09.1965. Переименована в д. Спутник. 2) решение № 151 от 14.02.1966. Переименована в д. Берёзовка[1]
- Богдановского лесопитомника, пос., Шихобаловский сельсовет, решение № 1091 от 23.09.1965. Переименован в пос. Богдановский.
- Совхоза «Большевик» центральной усадьбы, пос., Лычевский сельсовет, решение № 1091 от 23.09.1965 и № 151 от 14.02.1966. Переименован в пос. Большевик.

## В
- Алешино, д., Ивановский сельсовет, решение № 1091 от 23.09.1965 и № 151 от 14.02.1966. Переименована в д. Васильково[1].
- Совхоза «Рабочий» центральной усадьбы, пос., Завалинский сельсовет, 1) решение № 1091 от 23.09.1965. Переименован в пос. Вишенки. 2) решение № 151 от 14.02.1966. Переименован в пос. Вишнёвый.
- Погорельцы, д., Васильковский сельсовет, решение № 1091 от 23.09. 1965 и № 151 от 14.02.1966. Переименована в д. Вишнёвка. В XXI веке вновь Погорельцы.
- Совхоза «Энтузиаст» отделения № 2, пос., Мало-Лучинский сельсовет, решение № 1091 от 23.09. 1965. Переименован в пос. Восточный.

## Г
- Барак-Галкино, д., Ильинский сельсовет, 1) решение № 1091 от 23.09.1965. Переименована в д. Галкино. Упразднена решение № 382 от 15.04.1981.
- Совхоза «Гигант» центральной усадьбы пос., Большевсегодический сельсовет, решение № 1091 от 23.09.1965 и № 151 от 14.02.1966. Переименован в пос. Гигант.
- Гольяж, д., Литвиновский сельсовет, решение № 1091 от 23.09.1965. Переименована в д. Октябрьская. Ныне Гольяж.
- Злыднево, д., Степанцевский сельсовет, решение № 1091 от 23.09.1965 и № 151 от 14.02.1966. Переименована в д. Грачевка[1].
- Новинки, д., Ивано-Соболевский сельсовет, решение № 1091 от 23.09.1965 и № 151 от 14.02.1966. Переименована в → д. Гремячево[1].
- Гнусово, д., Ундольский сельсовет, решение № 1091 от 23.09.1965. Переименована в д. Вороновка.
- Господиново, д., Ларионовский сельсовет, решение № 1091 от 23.09. 1965. Переименована в д. Нерль.
- Торфопредприятия «Груздевское», пос., Великовский сельсовет, решение № 1091 от 23.09.1965 и № 151 от 14.02.1966. Переименован в пос. Груздевский.

## Д
- Совхоза «Дроздово», пос., Красносельский сельсовет, решение № 1091 от 23.09. 1965. Переименован в пос. Дроздово.
- Отделения «Сельхозтехника», пос., Брызгаловский сельсовет, решение № 1091 от 23.09.1965 и № 151 от 14.02.1966. Переименован в пос. Дружба.
- Большие Рылухи, д., Буторлинский сельсовет, 1) решение № 1091 от 23.09.1965. Переименована в д. Овражная. 2) решение № 151 от 14.02.1966. Переименована в д. Дружная[1]
- Погорелка, д., Романовский сельсовет, решение № 1091 от 23.09.1965 и № 151 от 14.02.1966. Переименована в д. Дубки[1].
- Совхоза «КИМ» участка «Екатерининский», пос., Симский сельсовет, 1) решение № 1091 от 23.09. 1965. Переименован в пос. Привольный. 2) решение № 151 от 14.02.1966. Переименован в пос. Дубрава.

## Е
- Акулиха, д., Буторлинский сельсовет, 1) решение № 1091 от 23.09.1965 и № 151 от 14.02.1966. Переименована в д. Елкино. Упразднена решением № 329 от 02.04.1973.

## З
- Гришки, д., Аббакумовский сельсовет, решение № 1091 от 23.09.1965 и № 151 от 14.02.1966. Переименована в д. Заболотье[1].
- Госконюшни, пос., Пригородный сельсовет, решение № 1091 от 23.09.1965 и № 151 от 14.02.1966. Переименован в пос. Заклязьменский.
- Акулиха, д., Степанцевский сельсовет, 1) решение № 1091 от 23.09.1965. Переименована в д. Моховая. 2) решение № 151 от 14.02.1966. Переименована в д. Залесье[1].
- Ковыряиха, д., Барско-Татаровский сельсовет, 1) решение № 1091 от 23.09.1965. Переименована в д. Завражная. 2) решение № 151 от 14.02.1966. Переименована в д. Заовражная[1].
- Мочалки, д., Ключиковский сельсовет, решение № 1091 от 23.09.1965 и № 151 от 14.02.1966. Переименована в д. Заполье[1].
- Перники, д., Копнинский сельсовет, решение № 1091 от 23.09.1965 и № 151 от 14.02.1966. Переименована в д. Заречная[1].
- Судиловка, д., Новобусинский сельсовет, 1) решение № 1091 от 23.09.1965. Переименована в д. Заречье. Упразднена решением № 382 от 15.04.1981.
- Кощеево, д., Александровский сельсовет, решение № 1091 от 23.09.1965. Переименована в д. Зелёная.  Переименование было отменено.
- Совхоза «Леднево» Курчевского участка, пос., Никульский сельсовет, решение № 1091 от 23.09. 1965 и № 151 от 14.02.1966. Переименован в пос. Зелёная Поляна.
- Горелые Рылухи, д., Эдонский сельсовет, решение № 1091 от 23.09.1965 и № 151 от 14.02.1966. Переименована в д. Зелёные Пруды[1].
- Бедиха, д., Великовский сельсовет, решение № 1091 от 23.09.1965 № 151 от 14.02.1966. Переименована в д. Зелёный дол[1].
- Совхоза «Зименки» центральной усадьбы, пос., Зименковский сельсовет, решение № 1091 от 23.09.1965 и № 151 от 14.02.1966. Переименован в пос. Зименки.

## И
- Фабрики им. Карла Маркса, пос., Новкинский поссовет, решение № 1091 от 23.09.1965. Переименован в пос. имени Карла Маркса.
- Фабрики им. Владимира, пос., Брызгаловский сельсовет, решение № 1091 от 23.09.1965. Переименован в пос. им. Владимира.
- Фабрики им. Фрунзе, пос., Кругловский сельсовет, решение № 1091 от 23.09.1965. Переименован в пос. имени Фрунзе.

## К
- Совхоза им. РККА отделения № 2, пос., Кучковский сельсовет, решение № 1091 от 23.09. 1965 и № 151 от 14.02.1966. Переименован в пос. Калиновка.
- Кобылино → Калинино (сельский населённый пункт)[1]
- Неелово, д., Лизуновский сельсовет, решение № 1091 от 23.09.1965 и № 151 от 14.02.1966. Переименована в д. Каменка[1].
- Совхоза «Энтузиаст» отделения № 3, пос., Мало-Лучинский сельсовет, решение № 1091 от 23.09. 1965 и № 151 от 14.02.1966. Переименован в пос. Кинья.
- Мироедово → Кленовка (сельский населённый пункт)[1] Дуденевский сельсовет, решение № 1091 от 23.09.1965. Переименована в → д. Садовая, затем в Кленовка (Список населенных пунктов Владимирской области, исключенных из учётных данных 1944—2008 гг. / ГА Владимир. обл.- Владимир, 2009.- 89 с.)
- Михальцево второе, д., Кучковский сельсовет, решение № 1091 от 23.09. 1965 и № 151 от 14.02.1966. Переименована в д. Ключевая.
- Торфопредприятия имени Дзержинского, пос., Крутовский сельсовет, решение № 1091 от 23.09. 1965 и № 151 от 14.02.1966. Переименован в пос. Клязьменский.
- Совхоза «Коммунар» центральной усадьбы, пос., Пригородный сельсовет, решение № 1091 от 23.09.1965 и № 151 от 14.02.1966. Переименован в пос. Коммунар.
- Совхоза «Комсомолец» центральной усадьбы, пос., Ново-Владимирский сельсовет, решение № 1091 от 23.09.1965 и № 151 от 14.02.1966. Переименован в пос. Комсомолец.
- Кошкино, д., Галкинский сельсовет, решение № 1091 от 23.09.1965. Переименована в д. Кленовка.
- Кобелиха, д., Озерецкий сельсовет, решение № 1091 от 23.09. 1965 и № 151 от 14.02.1966. Переименовано в с. Красное Заречье[1].
- Совхоза «Великово» центральной усадьбы пос., Вахромеевский сельсовет, решение № 1091 от 23.09.1965 и № 151 от 14.02.1966. Переименован в пос. Краснознаменский.
- Совхоза «Леднево» Ледневского участка, пос., Никульский сельсовет, решение № 1091 от 23.09. 1965 и № 151 от 14.02.1966. Переименован в пос. Красная Горка.
- Лачуги, д., Лачужский сельсовет, решение № 1091 от 23.09. 1965 и № 151 от 14.02.1966. Переименована в д. Красный Луч[1].
- Якунчиков → Красный Маяк (посёлок городского типа)[2]
- Голобоково → Крутые Горки (сельский населённый пункт)[1]
- Голобоково, д., Большевысоковский сельсовет, решение № 1091 от 23.09.1965 и № 151 от 14.02.1966. Переименована → д.Крутые Горки

## Л
- Ундол → Лакинск (1969, город)[3]
- Тряпилово, д., Арсамакинский сельсовет, решение № 1091 от 23.09.1965 и № 151 от 14.02.1966. Переименована в д. Лесная[1].
- Химустановка, пос., Дмитриевский сельсовет, 1) решение № 1091 от 23.09.1965. Переименован в пос. Каменский. 2) решение № 151 от 14.02.1966. Переименован в пос. Лесной Бор.
- Разоприха, д., Степанцевский сельсовет, решение № 1091 от 23.09.1965 и № 151 от 14.02.1966. Переименована в д. Липки[1].
- Совхоза им. РККА отделения № 3, пос., Кучковский сельсовет, решение № 1091 от 23.09. 1965 и № 151 от 14.02.1966. Переименован в пос. Лиственный.
- Владимирской госконюшни подсобного хозяйства, пос., Второвский сельсовет, решение № 1091 от 23.09.1965 и № 151 от 14.02.1966. Переименован в пос. Луговой.
- Кошкинка, д., Тургеневский сельсовет, решение № 1091 от 23.09.1965 и № 151 от 14.02.1966. Переименована в → д. Лужки[1].
- Александровского лесопитомника, пос., Ивано-Соболевский сельсовет, решение № 1091 от 23.09.1965 и № 151 от 14.02.1966. Переименован в пос. Луч.

## М
- Кирпичного завода, пос., Липенский сельсовет, решение № 1091 от 23.09. 1965 и № 151 от 14.02.1966. Переименован в пос. Маевка. Не существует.
- Совхоза «Александровский» центральной усадьбы, пос., Ивано-Соболевский сельсовет, решение № 1091 от 23.09.1965 и № 151 от 14.02.1966. Переименован в пос. Майский.
- Совхоза «Вышка» отделения, пос., Стародворский сельсовет, решение № 1091 от 23.09. 1965 и № 151 от 14.02.1966. Переименован в пос. Малининский.
- Отделения «Сельхозтехника», пос., Ивано-Соболевский сельсовет, решение № 1091 от 23.09.1965 и № 151 от 14.02.1966. Переименован в пос. Маяк.
- Второвского торфопредприятия центрального участка, пос., Второвский сельсовет, решение № 1091 от 23.09.1965 и № 151 от 14.02.1966. Переименован в пос. Мирный.
- Совхоза «Муромский» центральной усадьбы, пос., Подболотский сельсовет, решение № 1091 от 23.09.1965 и № 151 от 14.02.1966. Переименован в пос. Муромский.

## Н
- Совхоза им. РККА Шетневского отделения, пос., Кучковский сельсовет, решение № 1091 от 23.09. 1965 и № 151 от 14.02.1966. Переименован в пос. Набережный.
- Жаденка, д., Кругловский сельсовет, 1) решение № 1091 от 23.09.1965. Переименована в д. Набережная. 2) решение № 151 от 14.02.1966. Переименована в д. Нерлинка[1].
- Нерожино, д., Березниковский сельсовет, решение № 1091 от 23.09.1965. Переименована в д. Нагорная.
- Отделения «Сельхозтехника», пос., Клюшниковский сельсовет, решение № 1091 от 23.09.1965 и № 151 от 14.02.1966. Переименован в пос. Нерехта.
- Фабрики им. Карла Либкнехта цеха № 2, пос., Сергеихинский сельсовет, решение № 1091 от 23.09.1965 и № 151 от 14.02.1966. Переименован в пос. Новая Заря.
- Новодикая Рамень, д., Сергиево-Горский сельсовет, решение № 1091 от 23.09.1965 и № 151 от 14.02.1966. Переименована в д. Новая Рамень[1].
- Сидорова Саранч, д., Ключиковский сельсовет, решение № 1091 от 23.09.1965 и № 151 от 14.02.1966. Переименована в → д. Новоберёзово[1].
- Совхоза «Ковровский» центральной усадьбы пос., Великовский сельсовет, решение № 1091 от 23.09.1965 и № 151 от 14.02.1966. Переименован в пос. Новый.
- Новое, с., Стародворский сельсовет, решение № 1091 от 23.09. 1965. Переименовано в с. Ново-Каменское. Решение № 151 от 14.02.1966. Переименовано в с. Новокаменское[1].

## О
- Симского лесоучастка, пос., Симский сельсовет, решение № 1091 от 23.09. 1965 и № 151 от 14.02.1966. Переименован в пос. Озёрный (ныне село).
- Поросятьево, д., Мошокский сельсовет, 1) решение № 1091 от 23.09.1965. Переименована в д. Залесная. 2) решение № 151 от 14.02.1966. Переименована в д. Оково[1]. Упразднена решением № 976 от 20.09.1976.
- Плешки → Октябрёвка[4] (деревня, упразднена в 1986 году[5])
- Холуй, д., Холуйский сельсовет, решение № 496 от 14.07.1960. Переименована в д. Октябрьская.
- Лосево → Октябрьский (сельский населённый пункт)[6]
- Совхоза им. 17 партсъезда центральной усадьбы, пос., Красносельский сельсовет, 1) решение № 1091 от 23.09.1965. Переименован в пос. Опольный. 2) решение № 151 от 14.02.1966. Переименован в пос. Ополье.
- Лемешнево → Лемешнёвский → Оргтруд (1940, посёлок городского типа)[7]
- Говядиха , д., Осиповский сельсовет, решение № 1091 от 23.09.1965. Переименована в д. Осинки.

## П
- Совхоза «КИМ» участка «Федоровский», пос., Симский сельсовет, решение № 1091 от 23.09. 1965 и № 151 от 14.02.1966. Переименован в пос. Парковый.
- Молотова, пос., ------ , решение № 40 от 13.01.1958. Переименован в пос. Первомайский.
- Кошкино, д., Бутылицкий сельсовет, решение № 1091 от 23.09.1965. Переименована в д. Песчаное.
- Метенинского торфопредприятия Лосевского участка, пос., Глубоковский сельсовет, решение № 1091 от 23.09. 1965 и № 151 от 14.02.1966. Переименован в пос. Песчаный. Не существует?
- Хапиловка, д., Кучковский сельсовет, решение № 1091 от 23.09. 1965 и № 151 от 14.02.1966. Переименована в д. Подгорная[1]. Упразднена в 1984 году.
- Смолоустановки, пос., Симский сельсовет, решение № 1091 от 23.09. 1965 и № 151 от 14.02.1966. Переименован в пос. Подлесный.
- Клячино, д., Большевсегодический сельсовет, решение № 1091 от 23.09.1965 и № 151 от 14.02.1966. Переименована в → д. Полевая[1].
- Козлятьево д., Коробовщинский сельсовет, 1) решение № 1091 от 23.09.1965. Переименована в д. Ясная Поляна. 2) решение № 151 от 14.02.1966. Переименована в д. Поляна[1]. Обратное переименование — нет данных.
- Марьин Оселок, д., Селивановский сельсовет, решение № 1091 от 23.09. 1965 и № 151 от 14.02. 1966. Переименована в д. Прибрежная[1].
- Объедово, д., Брызгаловский сельсовет, решение № 1091 от 23.09.1965 и № 151 от 14.02.1966. Переименована в д. Приволье[1].
- Совхоза «Юрьев-Польский» участка, пос., Красносельский сельсовет, решение № 1091 от 23.09. 1965 и № 151 от 14.02.1966. Переименован в пос. Пригородный.
- Монастырского торфопредприятия, пос., Брызгаловский сельсовет, решение № 151 от 14.02.1966. Объединен с пос. центральной усадьбы совхоза «Камешковский» и переименован в пос. Придорожный.
- Ворынино, д., Давыдовский сельсовет, решение № 1091 от 23.09.1965. Переименована в д. Приозерная. Ныне Ворынино.
- Пустой Ярославль, д., Фомищенский сельсовет, решение № 1091 от 23.09. 1965. Переименована в д. Ярославль. Сейчас вновь Пустой Ярославль.
- Бараково-Саранча, д., Волосатовский сельсовет, решение № 1091 от 23.09. 1965 и № 151 от 14.02. 1966. Переименована в д. Пчёлкино[1].

## Р
- Второй Кулаковский, пос., Кудринский сельсовет, решение № 1091 от 23.09.1965. Переименован в пос. Раздольный. Упразднён решением № 1493 от 31.12.1971.
- Огрызково, д., Фоминский сельсовет, решение № 1091 от 23.09.1965 и № 151 от 14.02.1966. Переименована в д. Рассвет[1].
- Псилово, д., Левинский сельсовет, решение № 1091 от 23.09.1965 и № 151 от 14.02.1966. Переименована в д. Ровная[1].
- Лаптево, с., Второвский сельсовет, решение № 1091 от 23.09.1965. Переименовано в с. Рощино. Сейчас Лаптево.
- Подсобного хозяйства «Ударник», пос., Ларионовский сельсовет, 1) решение № 1091 от 23.09. 1965. Переименован в пос. Залесье. 2) решение № 151 от 14.02.1966. Переименован в пос. Рощино.
- Пьянцино, с., Красносельский сельсовет, решение № 1091 от 23.09. 1965 и № 151 от 14.02.1966. Переименована в д. Ручейки[1].
- Скалозубово, д., Вахромеевский сельсовет, решение № 1091 от 23.09.1965 и № 151 от 14.02.1966. Переименована в → д. Рябиновка[1].

## С
- Подсобного хозяйства управления рабочего снабжения Московской железной дороги, пос., Ивано-Соболевский сельсовет, решение № 1091 от 23.09.1965 и № 151 от 14.02.1966. Переименован в пос. Светлый.
- Мироедово, д., Дуденевский сельсовет, решение № 1091 от 23.09.1965. Переименована в → д. Садовая.
- Совхоза им. 17 МЮДа центральной усадьбы пос., Сновицкий сельсовет, решение № 1091 от 23.09. 1965 и № 151 от 14.02.1966. Переименован в пос. Садовый.
- Рылово, д., Нармский сельсовет, решение № 1091 от 23.09.1965 и № 151 от 14.02.1966. Переименована в д. Скворцово.[1]
- Собинка → Комавангард (1920-е) → Собинка[8]
- Областной психоневрологической больницы подсобного хозяйства, пос., Сновицкий сельсовет, решение № 1091 от 23.09. 1965 и № 151 от 14.02.1966. Переименован в пос. Содышка.
- Паршово, д., Новлянский сельсовет, решение № 1091 от 23.09. 1965. Переименована в д. Сосновая.
- Совхоза «Бутылицы», пос., Скрипинский сельсовет, решение № 1091 от 23.09.1965 и № 151 от 14.02.1966. Переименован в пос. Советский.
- Осинки, д., Барско-Татаровский сельсовет, решение № 1091 от 23.09.1965 и № 151 от 14.02.1966. Переименована в д. Сосновка[1].
- Совхоза им. РККА центральной усадьбы, пос., Кучковский сельсовет, решение № 1091 от 23.09. 1965 и № 151 от 14.02.1966. Переименован в пос. Сосновый Бор.

## Т
- Вошня, с., Кучковский сельсовет, 1) решение № 1091 от 23.09.1965. Переименована в д. Полянка. 2) решение № 151 от 14.02.1966. Переименована в →д. Терновка[1].
- Дьяконово, д., Степанцевский сельсовет, решение № 1091 от 23.09.1965. Переименована в → д. Тополевка[1].
- Свиново, д., Илевниковский сельсовет, 1) решение № 1091 от 23.09.1965. Переименована в д. Березка. 2) решение № 151 от 14.02.1966. Переименована в д. Тополевка.

## У
- Угрюмиха, д., Березниковский сельсовет, решение № 1091 от 23.09.1965. Переименована в д. Луговая.

## Х
- Совхоза им. 17 партсъезда отделения № 2, пос., Красносельский сельсовет, решение № 1091 от 23.09. 1965 и № 151 от 14.02.1966. Переименован в пос. Хвойный.
- Погибельцево, д., Лопатницкий сельсовет, решение № 1091 от 23.09. 1965 и № 151 от 14.02.1966. Переименована в д.Холодово[1]. Упразднена решением № 382 от 15.04.1981.

## Ц
- Сопелькино, д., Александровский сельсовет, решение № 1091 от 23.09.1965 и № 151 от 14.02.1966. Переименована в д. Цветково[1].

## Ч
- Брюханово → Черниговка (сельский населённый пункт)[1]
- Брюханово, д., Александровский сельсовет, решение № 1091 от 23.09.1965. Переименована в д. Южная.
- Брюханово, д., Александровский сельсовет, решение № 151 от 14.02.1966. Переименована в д. Черниговка.
- Каньга, Степанцевский сельсовет, 1) решение № 1091 от 23.09.1965. Переименована в д. Черемхово. Упразднена решением № 682 от 30.06.1977.

## Ш
- Кривоногово, д., Большевсегодический сельсовет, 1) решение № 1091 от 23.09.1965. Переименована в д. Вишневая. 2) решение № 151 от 14.02.1966. Переименована в д. → Шмелево[1].
- Зашиха, д., Буторлинский сельсовет, 1) решение № 1091 от 23.09.1965. Переименована в д. Шмелево. Упразднена решением № 682 от 30.06.1977.

## Э
- Совхоза «Энтузиаст» центральной усадьбы, пос., Городищенский сельсовет, 1) решение № 1091 от 23.09. 1965. Переименован в пос. Нагорный. 2) решение № 151 от 14.02.1966. Переименован в пос. Энтузиаст.

## Ю
- Пичугинского лесоучастка, пос., Дмитриевский сельсовет, решение № 1091 от 23.09.1965 и № 151 от 14.02.1966. Переименован в пос. Южный.

## Я
- Погорелка, д., Годуновский сельсовет, решение № 1091 от 23.09.1965 и № 151 от 14.02.1966. Переименована в д. Ягодная[1]
- Сварухи, д., Степанцевский сельсовет, решение № 1091 от 23.09.1965 и № 151 от 14.02.1966. Переименована в д. Ясные Зори[1].